# Phyllium bioculatum
Phyllium bioculatum är en insektsart som beskrevs av Gray, G.R. 1832. Phyllium bioculatum ingår i släktet Phyllium och familjen Phylliidae. IUCN kategoriserar arten globalt som livskraftig. Inga underarter finns listade i Catalogue of Life.